# Заренков, Вячеслав Адамович
Вячеслав Адамович Заренков (28 марта 1951) — доктор экономических наук, профессор, предприниматель, заслуженный строитель России (1998), почетный меценат Санкт-Петербурга, почетный гражданин города Гагарин (Смоленская область). Основатель группы компаний «Эталон» и фонда «Созидающий мир». Живописец, член Союза художников Санкт-Петербурга, писатель, член Союза писателей Санкт-Петербурга. Автор 200 запатентованных изобретений, 6 монографий, 3 учебных пособий, более 100 научных статей, а также ряда литературно-художественных произведений.

## Биография
Родился 28 марта 1951 года в деревне Ходулы в районе Орши и был четвёртым ребёнком в семье. Отец — Адам Алексеевич Заренков — участник Советско-финляндской войны (1939—1940), ветеран Великой Отечественной войны, столяр-плотник, бригадир строительной бригады. Мать — Софья Петровна Заренкова, работала бригадиром в колхозе.
В 1967 году окончил школу, после чего в течение года работал в колхозе. С весны по осень 1968 года трудился в бригаде геологоразведки. Осенью 1968 года переехал в Ленинград и устроился в строительный трест № 39. В январе 1969 года был назначен бригадиром арматурщиков. В этом тресте прошел путь от начальника участка до начальника управления. В 1977 году окончил вечерний факультет Ленинградского инженерно-строительного института по специальности «промышленное и гражданское строительство». Тогда же перешел в строительный трест № 72, где трудился 10 лет, вплоть до 1987 года, когда основал компанию «ЛенСпецСМУ». В 1997 году поступил в аспирантуру Государственного архитектурно-строительного университета. В 1999 году защитился и получил ученые звания кандидата технических наук и кандидата архитектуры. Кроме того, в 1999 году получил второе высшее образование по специальности «юриспруденция» в Санкт-Петербургском университете МВД России. В 2000 году защитил докторскую диссертацию по специальности «Экономика и управление народным хозяйством (строительство)».

## Бизнес
С 1987 по 2002 год — генеральный директор Закрытого акционерного общества "Специализированное строительно-монтажное объединение «ЛенСпецСМУ». В 2001 году — создал на базе компании «ЛенСпецСМУ» (1987) группу компаний «Эталон». С 2002 по 2007 год возглавлял Закрытое акционерное общество «Управляющая компания Строительный холдинг „Эталон-ЛенСпецСМУ“». С 2007 по 2012 год — председатель совета директоров строительного холдинга «Эталон-ЛенСпецСМУ». С 2012 года — президент ГК Etalon Group. С 20 апреля 2011 года глобальные депозитарные расписки ГК «Эталон» торгуются на основном рынке Лондонской фондовой биржи.
За 30 лет на рынке недвижимости компаниями Заренкова возведено более 300 домов в Санкт-Петербурге, Москве и Московской области общей площадью более 6 миллионов квадратных метров.
В 2017 году занял 177-е место в рейтинге «200 богатейших бизнесменов России» по версии журнала Forbes с состоянием 550 миллионов долларов. В феврале 2019 года продал свою долю в ГК «Эталон» АФК «Система» за 226,6 миллиона долларов. По результатам сделки он покинул пост председателя совета директоров компании и полностью посвятил себя меценатству.

## Благотворительность
Весной 2012 года основал фонд «Созидающий мир». Это международный социально-культурный проект, при поддержке которого проходят выставки и зарубежные пленэры отечественных художников, возводятся и реставрируются храмы и памятники, а также издаются книги, ставятся спектакли и снимаются фильмы.
В 2015 году, в годовщину снятия блокады Ленинграда, открыл памятник «Дорога мужества» в поселке Лисий Нос, где проходила Малая дорога жизни. Автор памятника — скульптор Виктор Новиков, архитектором монумента выступил сам Заренков.
С 2017 года по инициативе фонда на Кипре проходит греко-русский православный фестиваль «КипРус». В 2021 году в рамках празднования Дня народного единства на Кипре, на набережной курортного города Айя-Напа, открыта скульптурная группа «Семья — залог мира», создание которой инициировано и профинансировано Заренковым.
17 сентября 2022 года в г. Орша в рамках празднования Дня народного единства Республики Беларусь состоялось торжественное открытие скульптурной композиции «Семья — залог мира».

## Храмостроительство
С 1980-х годов принимает участие в восстановлении и строительстве православных храмов как в России, так и за рубежом. При его финансовой поддержке восстановлены и построены:
- Свято-Иоанновский женский монастырь на Карповке;
- Горненский Воскресенский женский монастырь в Иерусалиме;
- Никольский собор на родине святого праведного Иоанна Кронштадтского;
- храм Святого Великомученика Георгия Победоносца в Купчине (2003);
- храм-памятник во имя Святых Царственных Мучеников в сербском селе Бачевцы-Делиград (2014);
- храм во имя Святого Апостола Андрея Первозванного и Всех святых, в земле Русской просиявших на Кипре (2017);
- храм в честь Воздвижения Честного и Животворящего Креста Господня (Спаса на Каменке) в Санкт-Петербурге (2018)[13];
- храм Святой Блаженной Ксении Петербургской, Санкт-Петербург, (2019);
- храм Рождества Христова на Песках, Санкт-Петербург (2021).

В настоящее время Вячеслав Заренков занимается строительством и восстановлением храмов в Беларуси, Сербии, Болгарии и на Кипре, помогает обителям.

## Семья
С 1970 года состоит в браке с Галиной Николаевной Заренковой. В 1973 году родился сын Дмитрий. Внук Владислав и внучки Анастасия и Анна.

## Книги
- «Записки оптимиста»
- «Вода, нефть, газ и трубы в нашей жизни»
- «Рассказы для души»
- «Взрывоопасные объекты»
- «Сопромат»
- «Project Management»
- «Управление строительными инвестиционными объектами»
- «Современные методы технологической диагностики строительных конструкций, зданий и сооружений»
- «Организация строительства объектов в экстремальных условиях, вызванных чрезвычайными ситуациями»
- «Рассказы моего дедушки» (в двух частях)
- «Актуальные проблемы инвестиционно-строительного процесса»
- «Комплексная система контроля качества бетонных работ»
- «Актуальные проблемы инвестиционно-строительного процесса в Санкт-Петербурге»
- «Управление проектами»
- «Эталон успеха (мысли вслух)»
- Фантастическая повесть «Три маски короля»
- «Смарт-афоризмы на все случаи жизни»

## Награды и звания
- Заслуженный строитель Российской Федерации (9 июля 1998) — за заслуги в области строительства и многолетний добросовестный труд[14];
- Золотая медаль Ассоциации промышленников Франции за разработку и использование прогрессивных технологий в строительстве (1999);
- Национальная общественная премия имени Петра Великого (2000);
- «Человек года» в номинации «Экономическое возрождение России» (2001);
- Орден «Международная Слава» I степени — за большие заслуги и личный вклад в международное развитие экономических и культурных отношений (2004);
- Строитель года (2005);
- Орден «Содружество» (10 февраля 2006, Межпарламентская ассамблея СНГ) — за активное участие в деятельности Межпарламентской Ассамблеи и её органов, вклад в укрепление дружбы между народами государств — участников Содружества[15];
- Орден Почёта (11 августа 2007) — за большой вклад в развитие строительства, достигнутые трудовые успехи и многолетнюю добросовестную работу[16];
- Орден «Серебряная медаль» (высшая награда Кипра, 2017) — за заслуги в развитии республики;
- Медаль «За заслуги в области экологии»;
- Лучший менеджер России;
- Почетный профессор и доктор наук ИНЖЕКОНа;
- Почетный гражданин России[17];
- Почетный меценат Санкт-Петербурга (2020);
- Почетный гражданин города Гагарин, Смоленской области — за активное участие в создании в городе Гагарин паркового ансамбля «Человек во Вселенной» (2022);
- Почётный диплом Правительственной комиссии по делам соотечественников за рубежом (2018) — за особый вклад в экономическую и гуманитарную поддержку российской диаспоры за рубежом[18].
- Член Союза писателей Санкт-Петербурга[5];
- Доктор экономических наук[5]

### Церковные
- Орден святого благоверного князя Даниила Московского III степени (РПЦ, 1998) — за восстановление Свято-Иоанновского монастыря на Карповке;
- Орден святого великомученика Георгия Победоносца (РПЦ, 1999);
- Георгиевский Крест (2003) — за активное участие в строительстве храма Святого Великомученика Георгия Победоносца в Купчино;
- Орден князя Александра Невского III степени (2004) — за выдающиеся заслуги и большой личный вклад в становление и укрепление российской государственности;
- Орден преподобного Серафима Саровского (РПЦ, 2006);
- Грамота Патриарха Московского и всея Руси Кирилла (2015) — за помощь в возрождении святынь малой родины святого Иоанна Кронштадтского;
- Орден за заслуги перед Кипрской церковью (2017);
- Медаль священномученика Гераклидия Кипрского (Кипр, 2017);
- Орден Дружбы народов Синодального отдела гуманитарных вопросов Кипрской православной церкви (2017);
- Золотая медаль святого Апостола Петра (награда Санкт-Петербургской митрополии, 2017);
- Медаль в память 100-летия восстановления Патриаршества (2018);
- Патриарший знак храмостроителя (2018);
- Медаль ордена Русской православной церкви Славы и Чести I степени (2018);
- Медаль Господа Милостивого (Кипрская православная церковь, 2018);
- Орден преподобного Сергия Радонежского (РПЦ);
- Орден святого Николая Сербского — высшая церковная награда Сербской православной церкви;
- Медаль преподобного Андрея Рублева I степени (РПЦ)[19]